# Izabella Zielińska
Izabella Jadwiga Zielińska, nata Izabella Jadwiga Ostaszewska (Klimkówka, 10 dicembre 1910 – 20 novembre 2017), è stata una pianista e pedagogista polacca.

## Biografia
Izabella Ostaszewska nacque nel 1910 a Klimkówka, nel Voivodato della Precarpazia, frequentò la scuola elementare a Sanok ed il Liceo al convento delle Orsoline di Leopoli, laureandosi nel 1929. Prese lezioni di pianoforte da Klaudia Rylska e nel 1930 andò in Belgio per continuare la sua formazione presso l'Istituto delle Orsoline a Wavre-Notre-Dame, dove studiò francese e musica.
Nel 1931 passò il suo esame di musica presso il Conservatorio Reale di Anversa ed il Conservatorio Reale di Bruxelles, ottenendo anche una medaglia d'oro. Tornò a Leopoli per ulteriori studi di pianoforte con il professor Bronisław Pozniak e lo seguì quando costui si trasferì nella città di Breslavia. Dal 1935 in poi si esibì in pubblico con il nome di Iza Ostoia. I suoi concerti includono composizioni di Bach, Beethoven, Chopin, Szymanowski, Paderewski. Dopo aver completato i suoi studi con Pozniak a Breslavia, nell'estate del 1939 tornò in Polonia poche settimane prima dell'invasione tedesca della Polonia e lo scoppio della guerra nel 1939.
Nel 1942 si sposò con Bogdan Zieliński e si trasferì a Kościan, sui territori polacchi incorporati direttamente nella Germania nazista nel 1939. Lì i nazisti applicarono un giro di vite su tutta la cultura polacca. A Zielińska fu proibito di proseguire la sua carriera nella musica e fu costretta ad un lavoro fisico. Nonostante il divieto, riuscì ad insegnare un po' di musica in segreto. Dopo la guerra riprese la sua carriera concertistica con recital di pianoforte e continuando come insegnante di pianoforte. Con cinque figli da crescere, però, dovette rallentare la sua carriera concertistica. Si concentrò sull'insegnamento, in cui divenne sempre più coinvolta.
È discendente del compositore polacco Michał Kleofas Ogiński e suocera del compositore contemporaneo Lidia Zielińska. Nel 2016 ha festeggiato il suo 106º compleanno. Jerzy Pajaczkowski-Dydynski, l'uomo più vecchio del Regno Unito al momento della sua morte all'età di 111 anni, è stato suo parente stretto: le loro madri erano cugine.